# Province libre de Guayaquil
1820–1822
Entités précédentes :
- Empire espagnol (Gouvernorat de Guayaquil)

Entités suivantes :
- Grande Colombie (Département de Guayaquil)

La province libre de Guayaquil (espagnol : Provincia Libre de Guayaquil) également appelée république de Guayaquil (espagnol : República de Guayaquil) est un ancien État d'Amérique du Sud souverain et indépendant, ayant existé entre les années 1820 et 1822 avec l'indépendance de la province de Guayaquil de la Couronne espagnole.  

## Histoire
L'histoire de la province libre de Guayaquil se confond avec celle de la guerre d'indépendance de l'Équateur. C'est en effet à partir de l'indépendance de Guayaquil, le 9 octobre 1820, que commence cette dernière et c'est le 31 juillet 1822 que la province libre de Guayaquil cesse d'exister tandis qu'elle est incorporée à la Grande Colombie, quelques mois à peine après la bataille décisive de Pichincha, le 24 mai.

### Guayaquil à l'assaut de Quito

#### Première campagne guayaquileña
- Bataille de Camino Real (8 novembre 1820)
- Première bataille de Huachi (22 novembre 1820)
- Bataille de Tanizahua (3 janvier 1821)

#### Campagne d'Antonio José de Sucre
- Bataille de Yaguachi (19 août 1821)
- Deuxième bataille de Huachi (12 septembre 1821)
- Bataille de Riobamba (21 avril 1822)
- Bataille de Pichincha (24 mai 1822)

## Géographie

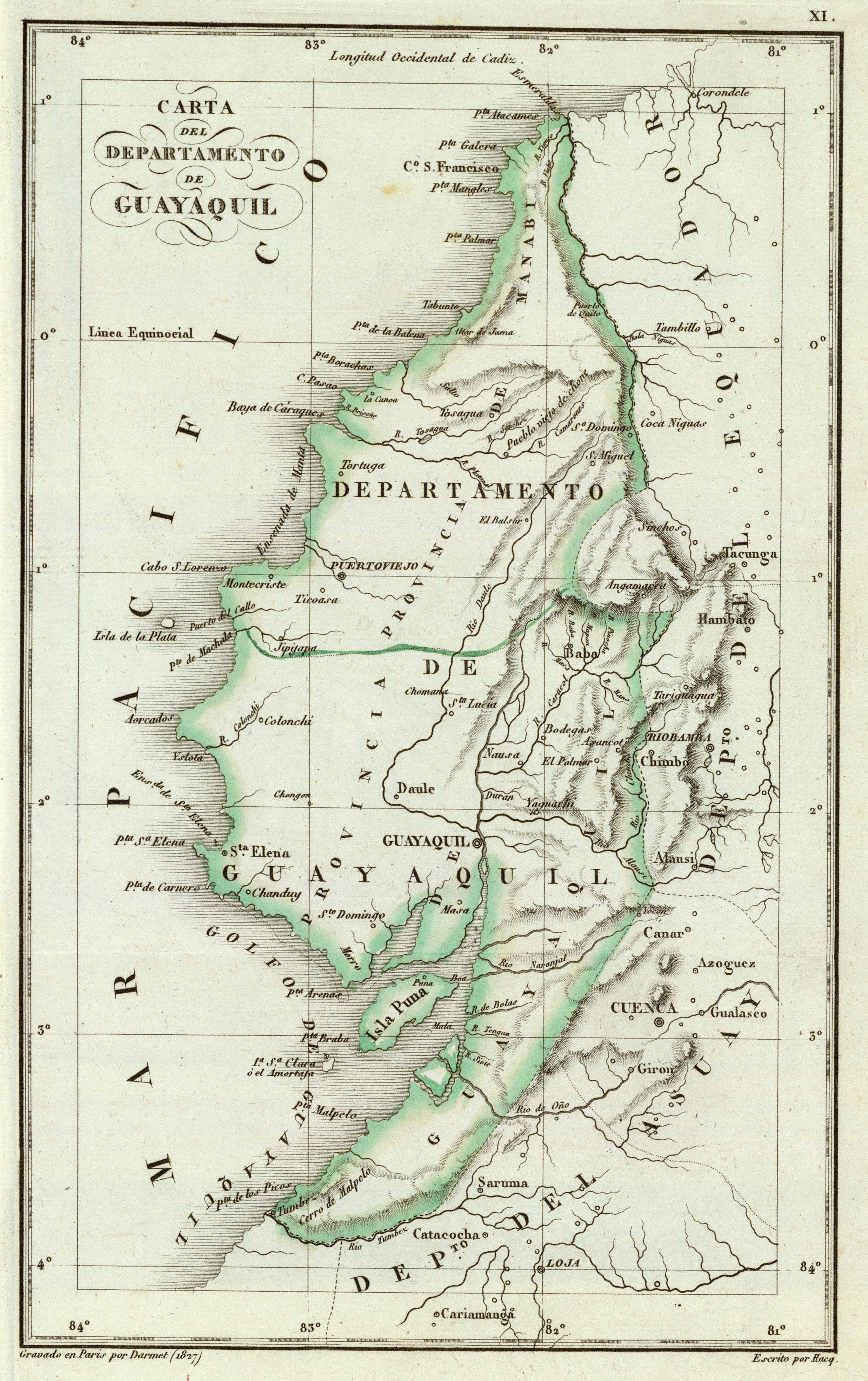
Extension territoriale de la Province Libre de Guayaquil.

Le territoire de la province libre de Guayaquil s'étendait sur la côte Pacifique équatorienne (actuelles provinces du Guayas, de Santa Elena, de Los Ríos et une partie de celle d'Esmeraldas).

## Politique
La province adopte une constitution provisoire (Reglamento Provisional de Gobierno), ratifiée le 11 novembre 1820, peu de temps après l'indépendance.

## Démographie
En 1822, sa population était de 70 000 habitants pour une densité de 1,3 hab/km2.

## Économie
La monnaie utilisée était le peso.